# Euroområdet
|  | Euroområdet och övriga områden som har euron som valuta |

|  | Medlemsstater inom Europeiska unionen med egna nationella valutor |

Euroområdet, även känt som euroländerna eller eurozonen, består av 20 medlemsstater inom Europeiska unionen som har euron som valuta. Inom euroområdet används eurosedlar och euromynt som kontanter. Medlemsstaterna omfattas av en gemensam monetär politik, som utformas av Eurosystemet under ledning av Europeiska centralbanken. Cirka 350 miljoner människor bor i euroområdet, som är en av världens största ekonomier.
Inom Europeiska unionen har följande medlemsstater euron som valuta: Belgien, Cypern, Estland, Finland, Frankrike, Grekland, Irland, Italien, Kroatien, Lettland, Litauen, Luxemburg, Malta, Nederländerna, Portugal, Slovakien, Slovenien, Spanien, Tyskland och Österrike. Därutöver har de europeiska mikrostaterna Andorra, Monaco, San Marino och Vatikanstaten euron som valuta genom monetära avtal med unionen, medan Kosovo och Montenegro har infört euron unilateralt.
Sju medlemsstater inom Europeiska unionen har fortfarande kvar egna nationella valutor och ingår därmed ännu inte i euroområdet: Bulgarien, Danmark, Polen, Rumänien, Sverige, Tjeckien och Ungern. Bortsett från Danmark har dessa medlemsstater förbundit sig att införa euron som valuta när de väl uppfyller de så kallade konvergenskriterierna. Genom att inte ansluta sin valuta till Europeiska växelkursmekanismen kan en regering undvika att uppfylla konvergenskriterierna och därmed hålla sitt land utanför eurosamarbetet obegränsat lång tid.

## Utbredning
|  | Euroområdet |

|  | Tredjeländer som har euron som valuta utan monetära avtal |

|  | Mikrostater som har euron som valuta genom monetära avtal |

|  | Medlemsstater som kommer att införa euron när konvergenskriterierna uppfylls |

|  | Medlemsstater som står permanent utanför eurosamarbetet |

Det officiella euroområdet består av de 20 medlemsstater inom Europeiska unionen som har euron som valuta. Dessa medlemsstater är Belgien, Cypern, Estland, Finland, Frankrike, Grekland, Irland, Italien, Kroatien, Lettland, Litauen, Luxemburg, Malta, Nederländerna, Portugal, Slovakien, Slovenien, Spanien, Tyskland och Österrike. Euron utgör således officiellt betalningsmedel för cirka 350 miljoner människor och euroområdet är en av världens största ekonomier.
Genom att införa euron som valuta och ansluta sig till euroområdet deltar dessa medlemsstater fullt ut i eurosamarbetet och övriga delar av den ekonomiska och monetära unionen. De har därmed överfört sina befogenheter över den monetära politiken till europeisk nivå genom Eurosystemet.
Vid införandet av euron den 1 januari 1999 ingick Belgien, Finland, Frankrike, Irland, Italien, Luxemburg, Nederländerna, Portugal, Spanien, Tyskland och Österrike i valutasamarbetet. Sedan dess har Grekland (2001), Slovenien (2007), Cypern och Malta (2008), Slovakien (2009), Estland (2011), Lettland (2014), Litauen (2015) och Kroatien (2023) anslutit sig vid början av respektive år.
| Medlemsstat   | Rättsligt bunden att införa euron | Införande av euron som valuta | Införande av euromynt och -sedlar |
| ------------- | --------------------------------- | ----------------------------- | --------------------------------- |
| Belgien       | 1993-11-01                        | 1999-01-01                    | 2002-01-01                        |
| Bulgarien     | 2007-01-01                        | –                             | –                                 |
| Cypern        | 2004-05-01                        | 2008-01-01                    | 2008-01-01                        |
| Danmark       | –                                 | –                             | –                                 |
| Estland       | 2004-05-01                        | 2011-01-01                    | 2011-01-01                        |
| Finland       | 1995-01-01                        | 1999-01-01                    | 2002-01-01                        |
| Frankrike     | 1993-11-01                        | 1999-01-01                    | 2002-01-01                        |
| Grekland      | 1993-11-01                        | 2001-01-01                    | 2002-01-01                        |
| Irland        | 1993-11-01                        | 1999-01-01                    | 2002-01-01                        |
| Italien       | 1993-11-01                        | 1999-01-01                    | 2002-01-01                        |
| Kroatien      | 2013-07-01                        | 2023-01-01                    | 2023-01-01                        |
| Lettland      | 2004-05-01                        | 2014-01-01                    | 2014-01-01                        |
| Litauen       | 2004-05-01                        | 2015-01-01                    | 2015-01-01                        |
| Luxemburg     | 1993-11-01                        | 1999-01-01                    | 2002-01-01                        |
| Malta         | 2004-05-01                        | 2008-01-01                    | 2008-01-01                        |
| Nederländerna | 1993-11-01                        | 1999-01-01                    | 2002-01-01                        |
| Polen         | 2004-05-01                        | –                             | –                                 |
| Portugal      | 1993-11-01                        | 1999-01-01                    | 2002-01-01                        |
| Rumänien      | 2007-01-01                        | –                             | –                                 |
| Slovakien     | 2004-05-01                        | 2009-01-01                    | 2009-01-01                        |
| Slovenien     | 2004-05-01                        | 2007-01-01                    | 2007-01-01                        |
| Spanien       | 1993-11-01                        | 1999-01-01                    | 2002-01-01                        |
| Sverige       | 1995-01-01                        | –                             | –                                 |
| Tjeckien      | 2004-05-01                        | –                             | –                                 |
| Tyskland      | 1993-11-01                        | 1999-01-01                    | 2002-01-01                        |
| Ungern        | 2004-05-01                        | –                             | –                                 |
| Österrike     | 1995-01-01                        | 1999-01-01                    | 2002-01-01                        |

### Utomeuropeiska områden
Utöver det europeiska territoriet av euroområdet har även unionens yttersta randområden euron som valuta. De portugisiska ögrupperna Azorerna och Madeira, den spanska ögruppen Kanarieöarna, de franska utomeuropeiska departementen Franska Guyana, Guadeloupe, Martinique, Mayotte och Réunion samt det franska förvaltningsområdet Saint-Martin, ingår därför i euroområdet. Däremot står alla utomeuropeiska länder och territorier utanför eurosamarbetet, med undantag för de franska territorierna Clippertonön, Franska sydterritorierna, Saint-Barthélemy och Saint-Pierre och Miquelon, varav de två sistnämnda har euron som valuta genom monetära avtal med unionen.
De brittiska militärbaserna Akrotiri och Dhekelia på Cypern har euron som valuta trots att de tillhör Storbritannien, medan Nordcypern (som inte erkänns som ett självständigt land av mer än Turkiet) har turkisk lira som valuta.

### Europeiska mikrostater
De fyra europeiska mikrostaterna Andorra, Monaco, San Marino och Vatikanstaten har euron som valuta genom monetära avtal med unionen. De monetära avtalen innebär att mikrostaterna får prägla euromynt med egna motiv på den nationella sidan. Mängden euromynt som får präglas regleras också av avtalen. Innan införandet av euron hade dessa mikrostater fransk franc, italiensk lira eller spansk peseta som valuta.

### Kosovo och Montenegro
Kosovo och Montenegro, som tidigare hade tysk mark som valuta, har euron som valuta utan monetära avtal med unionen. Områdena ingick förr i Jugoslavien och har inte haft egna valutor sedan dess. De ingår inte officiellt i euroområdet och deras centralbanker står utanför Eurosystemet.

## Utvidgning
Alla medlemsstater inom Europeiska unionen, utom Danmark, har förbundit sig att införa euron när de väl uppfyller de så kallade konvergenskriterierna. Särskilda bestämmelser ger Danmark möjlighet att införa euron endast på begäran av den egna regeringen. Storbritannien hade en liknande undantagsklausul fram till Storbritanniens utträde ur Europeiska unionen den 1 februari 2020. För övriga medlemsstater som inte har euron som valuta utvärderar Europeiska kommissionen och Europeiska centralbanken i var sin konvergensrapport fullgörandet av konvergenskriterierna minst en gång vartannat år eller på begäran av en medlemsstat utanför euroområdet. Mot bakgrund av dessa konvergensrapporter beslutar Europeiska unionens råd med kvalificerad majoritet, på förslag av kommissionen och efter samråd med Europaparlamentet och efter överläggningar i Europeiska rådet, om en medlemsstat ska införa euron som valuta. Ett sådant beslut fattas på rekommendation av euroområdets medlemsstater. Rådet fastställer därefter med enhällighet bland euroområdets medlemsstater och den anslutande medlemsstaten oåterkalleligen omräkningskursen mellan euron och den nationella valuta som ska ersättas. Detta beslut fattas på förslag av kommissionen och efter samråd med Europeiska centralbanken.
Konvergenskriterierna innefattar krav om prisstabilitet, sunda statsfinanser och en låg långfristig räntenivå. Dessutom måste den nationella valutan uppvisa en stabil växelkurs gentemot euron genom att vara ansluten till Europeiska växelkursmekanismen (ERM) i minst två år utan större påfrestningar. Eftersom varje nationell regering själv bestämmer om deltagande i växelkursmekanismen kan en medlemsstat avsiktligt avstå från att uppfylla konvergenskriterierna och därigenom även avstå från att införa euron som valuta. Till exempel har Sverige på detta sätt kunnat hålla sig utanför eurosamarbetet.
| Medlemsstat         | Valuta              | Kod                 | Inflation (%) | Budgetbalans (% av BNP) | Statsskuld (% av BNP)     | Stabil växelkurs     | Långa räntor (%) | Lagstiftning              | Måldatum   |
| Konvergenskriterium | Konvergenskriterium | Konvergenskriterium | max. 4,1 %    | min. −3,0 %             | max. 60 % eller minskande | min. två år i ERM II | max. 5,5 %       | förenlig med unionsrätten |            |
| Bulgarien           | Lev                 | BGN                 | 5,1 %         | −1,9 %                  | 23,1 %                    | Ja                   | 4,0 %            | Ja                        | 2026-01-01 |
| Danmark             | Krona               | DKK                 | Utvärderas ej | Utvärderas ej           | Utvärderas ej             | Utvärderas ej        | Utvärderas ej    | Utvärderas ej             | —          |
| Polen               | Złoty               | PLN                 | 6,1 %         | −5,1 %                  | 49,6 %                    | Nej                  | 5,6 %            | Inte helt förenlig        | —          |
| Rumänien            | Leu                 | RON                 | 7,6 %         | −6,6 %                  | 48,8 %                    | Nej                  | 6,4 %            | Inte helt förenlig        | 2029-01-01 |
| Sverige             | Krona               | SEK                 | 3,6 %         | −0,6 %                  | 31,2 %                    | Nej                  | 2,5 %            | Inte helt förenlig        | —          |
| Tjeckien            | Krona               | CZK                 | 6,3 %         | −3,7 %                  | 44,0 %                    | Nej                  | 4,2 %            | Inte helt förenlig        | —          |
| Ungern              | Forint              | HUF                 | 8,4 %         | −6,7 %                  | 73,5 %                    | Nej                  | 6,8 %            | Inte helt förenlig        | —          |

### Danmark
|  | Medlemsstater vars valuta är ansluten till växelkursmekanismen |

|  | Medlemsstater vars valuta var ansluten till ERM I innan införandet av euron |

|  | Medlemsstater vars valuta var ansluten till ERM II innan införandet av euron |

Danmark erhöll särskilda bestämmelser om eurosamarbetet i samband med ratificeringen av Maastrichtfördraget i början av 1990-talet. Genom ett särskilt protokoll fick den danska regeringen möjlighet att meddela Europeiska unionens råd om Danmark ville välja att stå utanför eurosamarbetet i samband med införandet av den gemensamma valutan. Den 3 november 1993 meddelade den danska regeringen att Danmark inte hade för avsikt att delta i eurosamarbetet. Således kan Danmarks fullgörande av konvergenskriterierna endast utvärderas på begäran av den danska regeringen. I praktiken innebär det att Danmark inte är förpliktat att införa euron även om konvergenskriterierna uppfylls. Sedan den 13 mars 1979 är den danska kronan ansluten till växelkursmekanismen, vilket innebär att konvergenskriteriet om en stabil växelkurs är uppfyllt.
Av politiska skäl har Danmark fortsatt att stå utanför eurosamarbetet. I en folkomröstning den 28 september 2000 röstade 53,2 procent av de danska väljarna nej till valutan och av politiska skäl måste en ny folkomröstning hållas innan ett införande av euron blir aktuellt på nytt. Under 2008 och 2009 var opinionen klart för euron och en ny folkomröstning utlovades först av statsminister Anders Fogh Rasmussen och sedan av hans efterträdare Lars Løkke Rasmussen. Av olika skäl, inte minst den försenade ratificeringsprocessen av Lissabonfördraget, ägde någon ny folkomröstning aldrig rum och i eurokrisens spår under 2010-talets början sjönk stödet för euron kraftigt. Enligt en Eurobarometer-undersökning i november 2024 var stödet för införande av euron i Danmark lågt (32 procent för, 64 procent emot).

### Sverige
Sverige anslöt sig till Europeiska unionen den 1 januari 1995 och har därmed förbundit sig att införa euron som valuta när konvergenskriterierna väl uppfylls. Eftersom den svenska kronan inte var ansluten till växelkursmekanismen i samband med införandet av euron den 1 januari 1999 kvarstod Sverige utanför eurosamarbetet i väntan på att uppfylla alla konvergenskriterier. Det var i första hand av politiska skäl som Sverige misslyckades att uppfylla konvergenskriterierna. De politiska partierna, framför allt Socialdemokraterna och Centerpartiet, var splittrade i frågan om den gemensamma valutan. Den 14 september 2003 hölls en folkomröstning om att införa euron den 1 januari 2006. Socialdemokraterna, Moderaterna, Folkpartiet och Kristdemokraterna förespråkade ett ja, medan Centerpartiet, Miljöpartiet och Vänsterpartiet förespråkade ett nej. I folkomröstningen röstade 55,9 procent av väljarna nej, och frågan om att införa euron som valuta blev därmed politiskt död under lång tid framöver.
Under 2008 och 2009 ökade stödet för euron i Sverige och andelen förespråkare var under en kort period fler än andelen motståndare. Efter finanskrisen 2007–2008 och den efterföljande eurokrisen sjönk dock stödet kraftigt och nådde nya bottennivåer. Enligt Statistiska centralbyråns halvårsmätningar var stödet nere på 9,6 procent i november 2012, då samtidigt 82,3 procent motsatte sig införandet av euron. Sedan dess har stödet för euron ökat gradvis. Enligt SOM-institutets årliga undersökning var stödet för euron 16 procent under 2022, medan 56 procent var emot. Enligt Statistiska centralbyråns mätning i maj 2023 var stödet för euron 30,6 procent, medan stödet enligt en Eurobarometer-undersökning var 40 procent i november 2024. Enligt en Demoskop-mätning i september 2023 var 34 procent för och 42 procent emot införandet av euron. På grund av det förändrade opinionsläget och 20-årsdagen av folkomröstningen om att införa euron i Sverige uppmärksammades frågan på nytt under 2023. Av de svenska riksdagspartierna är det dock endast Liberalerna som driver frågan om ett införande av euron som valuta. I slutet av september 2023 öppnade även Centerpartiet upp för en utredning av för- och nackdelarna med att införa euron.
Genom att inte ansluta den svenska kronan till växelkursmekanismen kan den svenska regeringen undvika att uppfylla konvergenskriterierna och därmed hålla Sverige utanför eurosamarbetet obegränsat lång tid. Till skillnad från Danmark utvärderas dock Sveriges fullgörande av konvergenskriterierna minst en gång vartannat år i enlighet med fördraget om Europeiska unionens funktionssätt.

### Polen, Tjeckien och Ungern
Polen, Tjeckien och Ungern anslöt sig till Europeiska unionen den 1 maj 2004 och har därmed förbundit sig att införa euron som valuta när konvergenskriterierna väl uppfylls. Ingen av medlemsstaterna har anslutit sin valuta till växelkursmekanismen, vilket innebär att ett införande av euron kan äga rum tidigast om två år. Av politiska skäl kommer en övergång till den gemensamma valutan att ske senare.
Den polska regeringen ledd av premiärminister Jarosław Kaczyński 2006–2007 var uttalat euroskeptisk och motsatte sig ett införande av euron, åtminstone så länge inte en separat folkomröstning hade hållits om eurofrågan. 2007 tillträdde en ny regering under Donald Tusk med ambitionen att införa euron så snart som möjligt. Den ursprungliga planen att införa euron 2011 eller 2012 fick dock senareläggas på grund av finanskrisen 2007–2008. 2013 meddelade Tusk att ett införande av euron inte var aktuellt under de kommande åren, främst på grund av den politiska situationen som innebar att oppositionspartierna kunde blockera den konstitutionsändring som behövdes för att byta valuta. I november 2015 tillträdde Beata Szydło, tillhörande samma parti som Kaczyński, som ny premiärminister och den nya regeringen intog en betydligt mer skeptisk hållning till att införa euron som valuta. Även den efterföljande regeringen under Mateusz Morawiecki intog en skeptisk hållning. Den nuvarande regeringen som åter leds av Tusk sedan december 2023 är i grunden positiv till ett införande av euron, men den kvalificerade majoriteten som krävs för att ändra konstitutionen saknas fortfarande. Enligt en Eurobarometer-undersökning i november 2024 var stödet för införande av euron i Polen lågt (43 procent för, 53 procent emot). Ett införande av euron är därför inte aktuellt under de kommande åren.
I Tjeckien var regeringarna under Mirek Topolánek och Petr Nečas euroskeptiska, vilket förstärktes av president Václav Klaus starka motstånd till euron. 2013 tillträdde Miloš Zeman som ny president och 2014 tillträdde en ny regering under Bohuslav Sobotka som ställde sig betydligt mer positiv till euron. Den efterföljande regeringen under Andrej Babiš intog dock en mer skeptisk hållning till ett införande av euron. Den nya regeringen under premiärminister Petr Fiala som tillträdde i november 2021 har inte införandet av euron med i sitt regeringsprogram. I juni 2022 och november 2022 återupprepade Fiala hållningen att det inte är aktuellt för Tjeckien att införa euron under de närmaste åren. Enligt en Eurobarometer-undersökning i november 2024 var stödet för införande av euron i Tjeckien lågt (30 procent för, 67 procent emot). Ett införande av euron är därför inte aktuellt under de kommande åren. Under 2023 uppkom nya diskussioner om införande av euron, men trots en positiv inställning från de flesta regeringspartier stod Fiala och hans parti Medborgardemokraterna fast vid sitt motstånd. I sitt nyårstal den 31 december 2023 uttalade Tjeckiens president Petr Pavel sitt stöd för att påbörja processen med att införa euron. I början av februari 2024 utsåg den tjeckiska regeringen en ny koordinator för en framtida valutaövergång. Utnämningen vållade dock oenighet inom regeringskoalitionen och återkallades några dagar senare. Regeringspartierna enades istället om att tillsätta en utredning om effekterna av att ansluta den tjeckiska kronan till växelkursmekanismen.
Till skillnad från både Polen och Tjeckien visade en Eurobarometer-undersökning i november 2024 på ett betydligt högre stöd för införande av euron i Ungern (65 procent för, 31 procent emot). Den ungerska regeringen under Viktor Orbán har dock ställt sig skeptisk till en övergång till den gemensamma valutan, åtminstone till dess att den nationella ekonomin är i gott skick. Ett införande av euron är därför inte aktuellt förrän tidigast under andra halvan av 2020-talet.

### Bulgarien och Rumänien
Bulgarien och Rumänien anslöt sig till Europeiska unionen den 1 januari 2007 och har därmed förbundit sig att införa euron som valuta när konvergenskriterierna väl uppfylls. Trots att de båda medlemsstaterna har som ambition att införa euron så snart som möjligt har ekonomiska problem försenat processen. Sedan den 10 juli 2020 har Bulgarien sin valuta ansluten till växelkursmekanismen och målsättningen för införandet av euron var under lång tid den 1 januari 2024; detta datum har dock senarelagts av ekonomiska och politiska skäl.
Enligt en Eurobarometer-undersökning i november 2024 var stödet för införande av euron i Rumänien relativt högt (63 procent för, 32 procent emot). Under samma period var stödet i Bulgarien betydligt lägre (46 procent för, 46 procent emot).
I Bulgarien planerade regeringen under en längre tid att ansluta den nationella valutan till växelkursmekanismen. Ambitionen var att genomföra en anslutning så snart som möjligt, men Europeiska centralbanken och euroområdet var skeptiska till detta då den bulgariska ekonomin inte ansågs ha konvergerat tillräckligt mycket med euroområdets ekonomi. I juli 2018 nådde Bulgarien en kompromiss med Europeiska centralbanken och euroområdet som innebar att en anslutning till växelkursmekanismen väntades ske i juli 2019, och att Bulgarien då även skulle ansluta sig till bankunionen. Denna plan försenades dock till 2020. I februari 2020 antog det bulgariska parlamentet en lagändring som banade vägen för en anslutning till växelkursmekanismen. I april 2020 såg det dock ut som att anslutningen skulle försenas ytterligare på grund av covid-19-pandemin, men senare under samma månad meddelade premiärminister Bojko Borisov att Bulgarien avsåg att ansöka om att få ansluta sin valuta till växelkursmekanismen innan slutet av månaden. Den 30 april 2020 offentliggjordes att Bulgarien hade officiellt ansökt om att få delta i växelkursmekanismen. Anslutningen genomfördes den 10 juli 2020. Samtidigt anslöt sig Bulgarien till bankunionen. Den 27 maj 2022 antog den bulgariska regeringen en plan för att införa euron den 1 januari 2024. I november 2022 menade dock flera ekonomiska experter att det bulgariska införandet av euron hade försvårats på grund av den instabila politiska situationen i landet och att måldatumet den 1 januari 2024 således var osannolikt att uppnås. I början av december 2022 ingick Bulgarien en överenskommelse med Europeiska kommissionen om den framtida tillverkningen av euromynt. I februari 2023 stod det klart att landet inte längre hade någon möjlighet att uppfylla konvergenskriterierna för att införa euron den 1 januari 2024. Huvudorsaken var dels den politiska kris i landet som hade gjort det svårt att genomdriva nödvändig lagstiftning för införandet av euron, dels problem med för hög inflation. I början av juni 2023 tillträdde en ny regering efter en utdragen politisk kris i landet. Den 7 juli 2023 avslog det bulgariska parlamentet ett förslag från ett oppositionsparti om att hålla en folkomröstning om införandet av euron. I september 2023 fastställdes den 1 januari 2025 som nytt måldatum för införande av euron. I december 2023 presenterade den bulgariska regeringen ett lagförslag för att göra den nationella lagstiftningen helt förenlig med införande av euron. I mars 2024 tydliggjorde Bulgariens finansminister Assen Vassilev att landet siktade på att införa euron den 1 januari 2025, men att konvergenskriteriet om inflation troligtvis inte skulle komma att uppfyllas förrän i september 2024 och att det därför kunde bli nödvändigt att senarelägga införandet av euron några månader. I april 2024 framstod det som alltmer osannolikt att Bulgarien skulle uppfylla kravet om låg inflation i tid inför att införa euron den 1 januari 2025. I konvergensrapporterna som Europeiska kommissionen och Europeiska centralbanken presenterade i juni 2024 framkom att Bulgarien mycket riktigt inte uppfyllde kriteriet om låg inflation. I slutet av juli 2024 beslutade det bulgariska parlamentet att fastställa den 1 juli 2025 som nytt måldatum, förutsatt att konvergenskriterierna uppfylls innan slutet av 2024. I början av 2025 såg Bulgarien ut att precis kunna nå konvergenskriterierna, men inflationen visade sig vara marginellt för hög och den nya bulgariska regeringen som tillträdde i januari 2025 beslutade att avvakta med att gå vidare med begäran av en ny utvärdering av konvergenskriterierna. I februari 2025 stod det dock klart att Bulgarien verkade uppfylla inflationskriteriet för att införa euron och följaktligen begärde den bulgariska regeringen och centralbanken en utvärdering av konvergenskriterierna.
I Rumänien har regeringen som ambition att ansluta den nationella valutan till växelkursmekanismen och införa euron så snart som möjligt. Det tidigare ledande regeringspartiet hade som mål att euron skulle införas den 1 januari 2024. I december 2021 uttalade den rumänska centralbanken att den 1 januari 2029 är ett realistiskt måldatum för införande av euron.

## Utträde
Införandet av euron som valuta är rättsligt sett ett oåterkalleligt beslut och formellt finns det inget förfarande för att lämna euroområdet, utan att lämna Europeiska unionen helt och hållet. Det franska territoriet Saint-Barthélemy är det enda territoriet med euron som valuta som någonsin har lämnat unionen, men euron behölls genom ett monetärt avtal med unionen. Inget land eller annat område med euron som valuta har således hittills valt att övergå till en annan valuta. Under eurokrisen fanns det dock diskussioner om att Grekland skulle behöva lämna eurosamarbetet genom en så kallad grexit, något som dock aldrig blev av.